# Querido Juan
Querido Juan es el séptimo álbum del grupo vocal español El Consorcio, grabado en 2008. El álbum está dedicado a su productor Juan Carlos Calderón, que ha compuesto todas las canciones del disco y cantado dos canciones a dúo con el grupo.

## Canciones
1. Vencedor o vencido - 3:42
2. O tú o ninguno - 3:23
3. Jugar a amar - 3:53
4. Él - 4:24
5. Caminito de Cuba - 3:37
6. Por qué tengo que amarte - 3:24
7. Se me fue - 3:34
8. Brindo por mí - 4:06
9. Estás en mi terreno - 3:30
10. Un amor herido - 4:32
11. Quisiera - 4:01
12. Había olvidado - 3:03
13. Tómame o déjame - 4:01

- Datos: Q6094501